# Asediul Timișoarei (1849)
Asediul Timișoarei din 1849 a fost un conflict militar între trupele Revoluției Maghiare de la 1848 și Monarhia Habsburgică. Timp de 107 zile, cât a durat asediul, cetatea Timișoara a rezistat. Asediul s-a terminat la venirea trupelor habsburgice comandate de Julius Jacob von Haynau, care în Bătălia de la Timișoara au învins Armata Revoluționară Maghiară, victorie în urma căreia Revoluția Maghiară a fost înăbușită.

## Situația cetății înaintea asediului
Vestea izbucnirii la 13 martie a Revoluției de la 1848 la Viena și la 15 martie la Budapesta a ajuns în Timișoara la 18 martie 1848. Imediat s-a organizat garda națională și a fost dizolvat, nu fără rezistență, corpul de trăgători de elită. O adunare populară sub conducerea lui Johann Nepomuk Preyer a asigurat împăratul de fidelitatea cetățenilor, dar alte două adunări, din 19 și 21 martie au hotărât devotamentul pentru guvernul revoluționar maghiar sub președinția lui Lajos Batthyány.

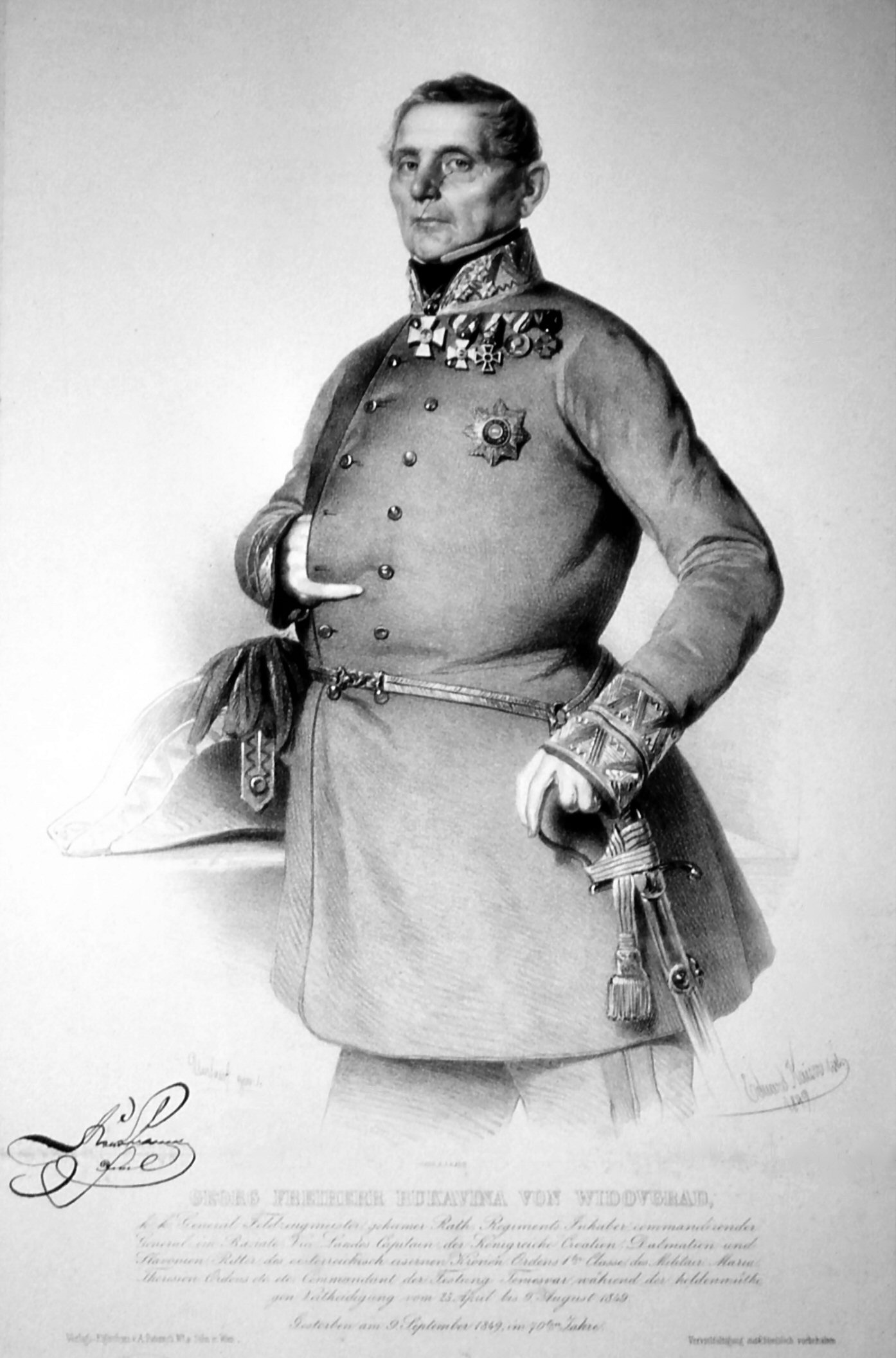
Georg von Rukavina

La 6 iunie au avut loc alegeri municipale, unde 1128 de votanți au ales 120 de membri ai autorității municipale. Aceștia au ținut prima adunare generală la 3 iulie, dar la 10 octombrie și-au încetat activitatea datorită introducerii stării de asediu tot Regatul Ungariei în urma hotărârii din 3 octombrie a lui Ferdinand I al Austriei. La Timișoara comanda a fost preluată de comandantul militar al cetății, feldmareșalul locotenent k. k. Goorg von Rukavina (de). Starea de asediu presupunea interzicerea revoltelor, a grupurilor mai mari de 6 persoane și impunea predarea armelor. La rândul ei, la decretul lui Lajos Kossuth din 8 octombrie prin care se cerea arborarea drapelului maghiar și loialitate față de Ungaria, garnizoana cetății a răspuns că prin decretul din 3 octombrie Kossuth a fost declarat instigator al poporului, ca urmare nu mai este obligată să-i urmeze ordinele, va rămâne fidelă împăratului și va apăra cetatea, nepredând-o nimănui până la restabilirea unei puteri legitime. La 12 octombrie garda națională a fost dizolvată.
Cetatea Timișoara era finalizată încă din secolul al XVIII-lea, dispunând de trei centuri de apărare. Însă datorită solului mlăștinos, în special prima centură, cea mai grea, se scufundase într-o oarecare măsură, făcând dificil tirul de artilerie de pe ea fără a pune în pericol apărătorii celorlalte două centuri, respectiv calea acoperită. Toată iarna dintre anii 1848–1849 cetatea a fost aprovizionată și s-au făcut recrutări, astfel că la începutul asediului forțele de apărare erau formate din 8851 oameni, din care 4 generali (Rukavina, Gläser, Leiniger și Wernhardt), 188 de ofițeri și 4494 recruți. De asemeena, se dispunea de 1272 cai, dintre care 888 ai cavaleriei, formată din aproape 1000 de oameni, iar restul cailor erau folosiți pentru transport. Existau 390 de guri de foc de artilerie, dar numai 213 erau funcționale. Exista suficient praf de pușcă. Erau însă doar 312 artileriști, dintre care 12 ofițeri și 61 de recruți. De asemenea, existau foarte puțini geniști, doar 17, dintre care 3 ofițeri. Ordinea de bătaie era: două batalioane de infanterie din regimentul Sivcovici nr. 4, două batalioane Rukavina nr. 61, un batalion Leiningen nr. 31, un batalion din regimentul de graniță de români bănățeni nr. 13, patru companii Zanini nr. 16, artileria garnizoanei, un detașament al regimentului de artilerie nr. 2, un detașament al corpului de rachete, trei escadroane de ulani Schwartzenberg nr. 2, un detașament al al arhiducelui Max Chevauxleger, un detașament de transport și un escadron Seresani.
În jurul cetății pe o distanță de 500 de stânjeni (948 m) de la glacis exista esplanada, care era Zona Non Aedificandi, după care erau suburbiile Mehala, (Vorstadt) Josephstadt, Deutsche Mayerhöfe (română Maierele germane), Wallachische Mayerhöfe (română Maierele române) și (Vorstadt) Fabrik (v. imaginea din casetă). Dincolo de ele erau Pădurea Verde și pădurea Cioca, care puteau asigura asediatorilor materialul necesar pentru amplasarea artileriei și camuflarea trupelor.
La 26 aprilie insurgenții au ocupat cartierul Josephstadt, dar la cererea locuitorilor s-au retras între el și Freidorf. În ziua următoare Rukavina a înăsprit starea de asediu, interzicând comunicările către asediatori, adunările, accesul pe fortificații, cerând predarea armelor de orice fel, iluminarea parterului și a primului etaj la alarme și limitând accesul pe terase și acoperișuri la strictul necesar.

## Asediul

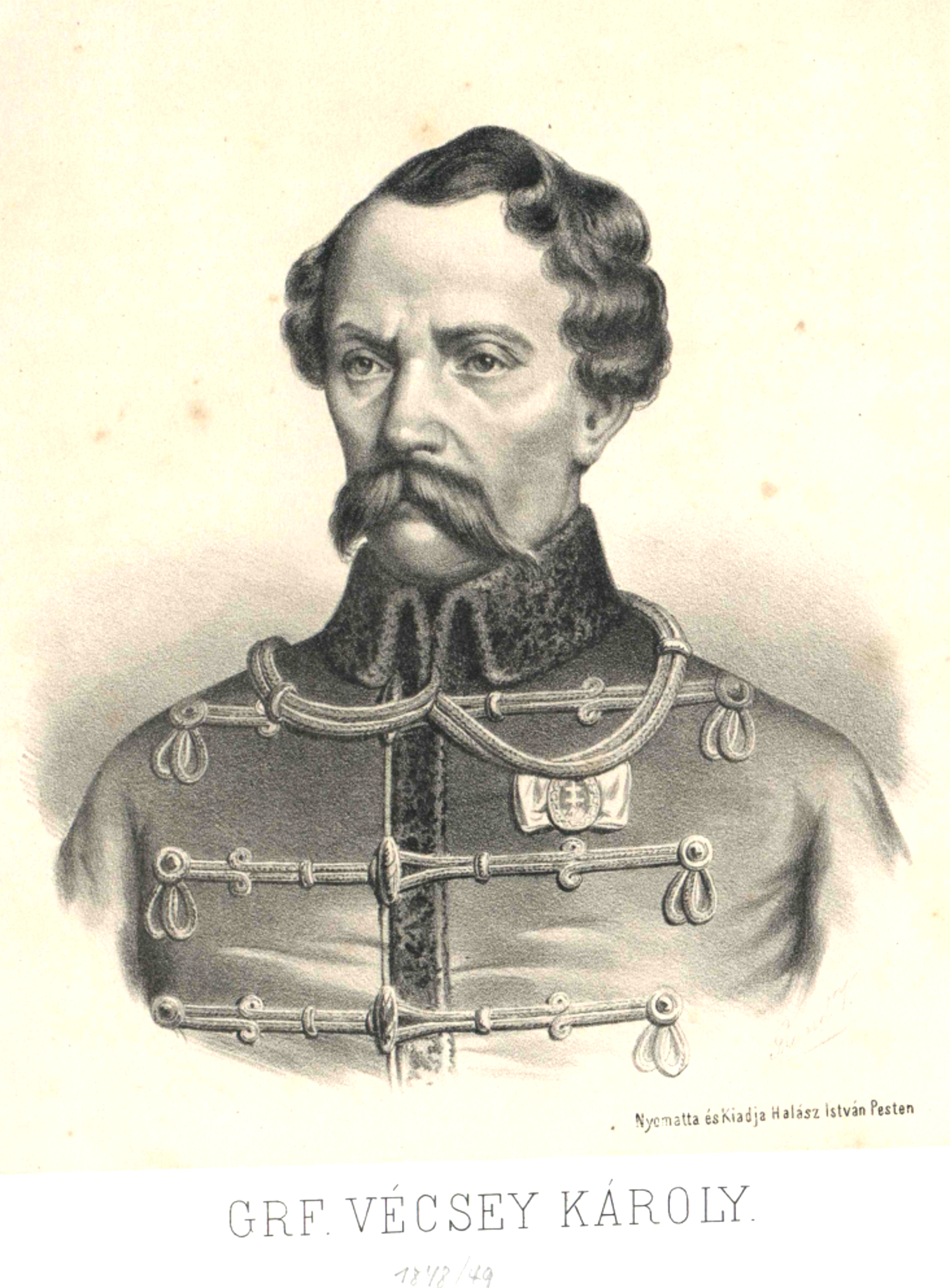
Károly Vécsey

Resursele diponibile pentru apărarea cetății nu erau suficiente și pentru apărarea suburbiilor. La 14 mai asediatorii au ocupat Fabricul și au distrus conducta de aprovizionare cu apă potabilă a cetății. Apărătorii mai puteau folosi doar cele 130 de fântâni din oraș, dar din ele doar 13 furnizau apă potabilă. Lipsa de apă curată a dus la epidemii, dar folosirea intensivă a fântânilor a îmbunătățit apa într-atât încât după terminarea asediului conducta din Fabric n-a mai fost refăcută.

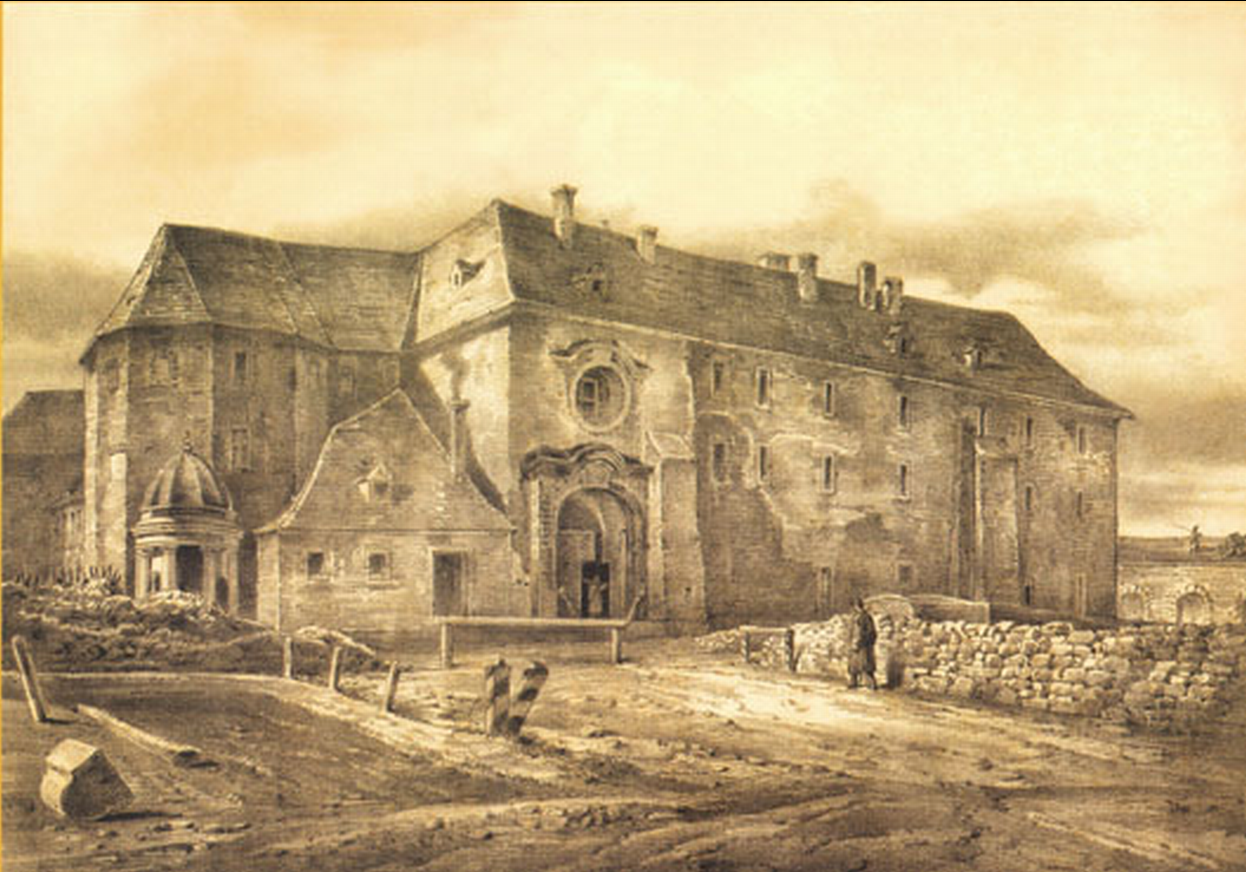
Castelul Huniade, cum arăta înainte de asediu

La 18 mai a fost primul bombardament asupra cetății, din suburbiile Josephstadt, Maiere și Fabric. Bombardamentul a speriat populația civilă, din care circa 400 de persoane au vrut să părăsească cetatea la 31 mai. Li s-a permis, dar asediatorii i-au gonit înapoi. Bombardamentul s-a intensificat la 11 iunie, când asediatorii au pus în baterie alte tunuri, mai mari. În oraș au căzut aproape 2000 de bombe și aproape toate clădirile au fost atinse. Deși erau construite din cărămidă, mai rezistente erau doar castelul Huniade, cazărmile, în special Cazarma Transilvania, Spitalul Militar și criptele.
La 6 iulie asediatorii au decamuflat alte 20 de baterii și au bombardat cetatea cu circa 30 de mortiere și 30 de tunuri grele. La 20 iulie Kossuth a vizitat tabăra asediatorilor și i-a cerut lui Károly Vécsey (en), comandantul asediului, să cucerească cetatea cu orice preț. Bombardamentul a continuat, în faza sa maximă în baterii erau 36 de mortiere, 20 de tunuri, 13 obuziere și 22 de tunuri de câmp, în total 91. În aceste condiții la 5 august un parlamentar a cerut predarea cetății, dar a fost refuzat.
La 8 august s-au observat mișcări în tabăra asediatorilor, iar în ziua următoare a avut loc o mișcare mare și dinspre nord-vest s-au auzit bubuituri de tun. Se dădea bătălia de la Timișoara, unde trupele austriece sub conducerea lui Julius Jacob von Haynau au învins armata maghiară, comandată de Józef Bem, iar seara Haynau a intrat în Timișoara după 107 zile de asediu.

## După asediu

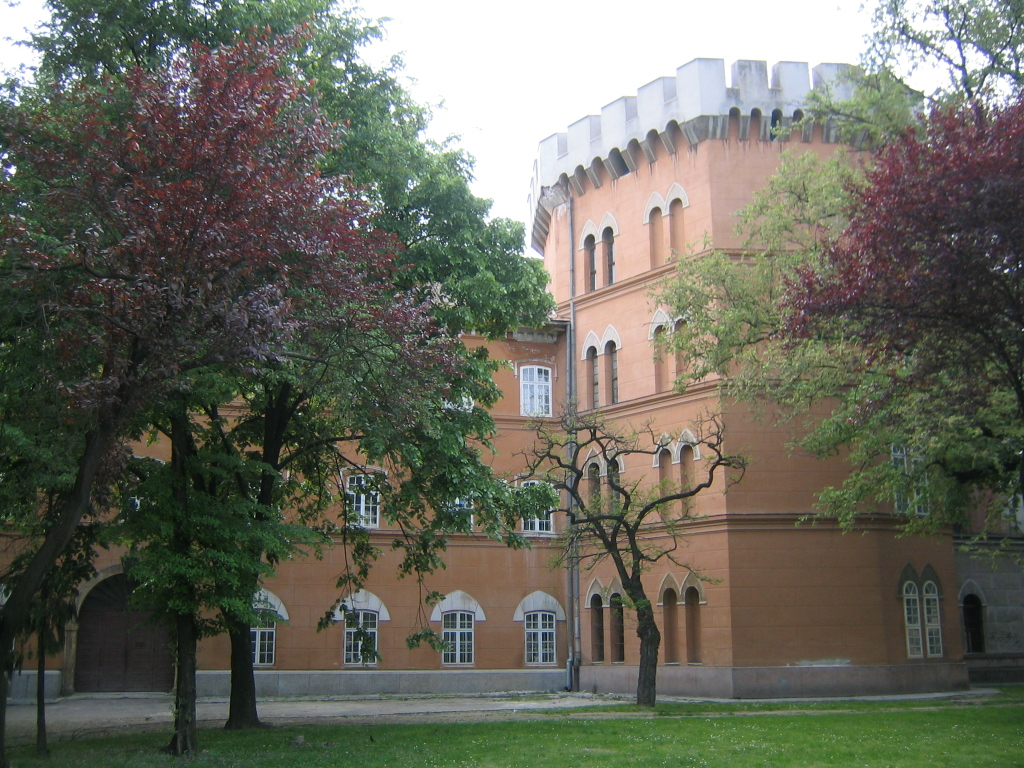
Castelul Huniade conform reconstrucției din 1856

Pierderile în luptă ale cetății nu au fost foarte mari: 161 de morți, din care 6 ofițeri, 376 de răniți, dintre care 13 ofițeri, 27 de prizonieri, dintre care 3 ofițeri, precum și 213 cai. Însă resursele alimentare erau așa de secătuite că dintre cele 250 de vite din cetate aprovizionate la începutul asediului mai existau doar patru. Tifosul și holera au ucis 2000 de oameni, iar după asediu din alți 2000 de bolnavi au scăpat foarte puțini. Majoritatea clădirilor din cetate au fost distruse, inclusiv castelul Huniade. Castelul a fost reconstruit în 1856, având cu totul alt aspect.
Comandantul Georg von Rukavina nu s-a bucurat mult timp de victorie deoarece a decedat după numai o lună, la 9 septembrie 1849 și a fost înmormântat în cripta Domului din Timișoara.
Comandantul Károly Vécsey a fost judecat pentru încălcarea jurământului de fideliltate față de Casa de Habsburg, condamnat la moarte și executat la 6 octombrie la Arad. Maghiarii îl consideră martir, unul dintre Cei 13 de la Arad.
La 14 iunie 1852 împăratul Franz Joseph a vizitat Timișoara, cu care ocazie la 15 iunie în Piața de Paradă a depus piatra de temelie a Monumentului Fidelității (cod LMI TM-IV-m-A-06330).

## Legături externe
- Stefan Both, Timișoara sub asediu în timpul Revoluției Maghiare din 1848–49